# Loganlea Reservoir
Loganlea Reservoir är en reservoar i Storbritannien.   Den ligger i riksdelen Skottland, i den centrala delen av landet, 500 km norr om huvudstaden London. Loganlea Reservoir ligger 273 meter över havet.Trakten runt Loganlea Reservoir består i huvudsak av gräsmarker.